# Deux poésies de Konstantin Balmont
Deux poésies de Konstantin Balmont (W19) is een compositie van Igor Stravinsky voor hoge stem en piano op een Russische tekst van Konstantin Balmont, in een vertaling in het Frans van M.D. Calvocoressi, gecomponeerd in 1911.
De twee liederen zijn:
- Myosotis, d'amour fleurette
- Le pigeon

Het werk - met een duur van ca. 2,5 minuten - is een breuk met de Deux poèmes de Paul Verlaine, slechts één jaar eerder gecomponeerd, die nog in de heersende Franse stijl waren gecomponeerd.
Konstantin Balmont behoorde tot de fin de siècle generatie van Russische symbolistische dichters. Hij was in het bijzonder geliefd bij componisten om de klankkwaliteit van zijn verzen. Balmont verklaarde daarover zelf: "Ik ben er erg gerust in dat in het geheel niemand in Rusland er voor mij ooit in geslaagd is om sonore verzen te schrijven." De gedichten die Stravinsky uitkoos komen uit de bundel Een groene tuin. De bundel verscheen in 1909, maar de bewuste gedichten waren al eerder bekend door publicatie in het symbolistische tijdschrift Vesy. Daarin maakten de gedichten deel uit van een cyclus onder de titel Extases van de Witte Duiven.
In 1954 maakte Stravinsky een transcriptie van het werk voor hoge stem en orkest.

## Oeuvre
Zie het Oeuvre van Igor Stravinsky voor een volledig overzicht van het werk van Stravinsky.

## Geselecteerde discografie
Deux poèmes de Konstantin Balmont door Evelyn Lear, sopraan en het Columbia Chamber Orchestra o.l.v. Robert Craft (Stravinsky Songs 1906-1953, CBS 72881, 1971; in 1991 verschenen op cd in de 'Igor Stravinsky Edition' in het deel 'Opera'(sic), 2 cd's SM2K 46298)